# Calocomus kreuchelyi
Calocomus kreuchelyi là một loài bọ cánh cứng trong họ Cerambycidae.